# Fête de la Fédération

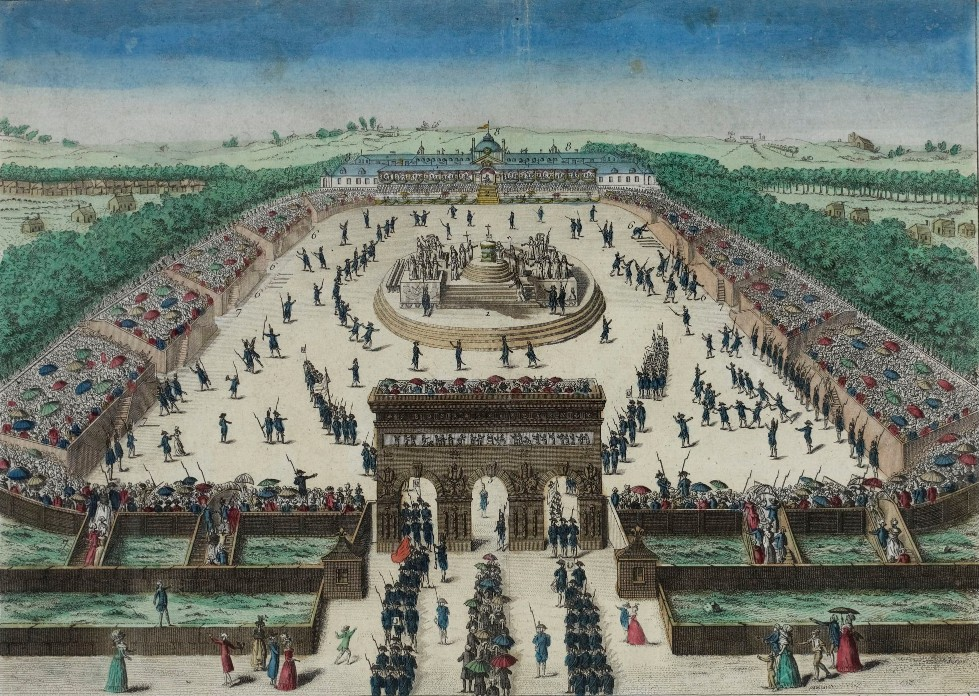
Fête de la Fédération.

Fête de la Fédération var en nationell helgfestival som hölls i Frankrike under franska revolutionen för att skapa nationell enighet kring firandet av  revolutionen och dess ideal. Den firade minnet av 1789 års händelser som utlöste revolutionen, som hade resulterat i en konstitutionell monarki. Helgdagen invigdes 14 juli 1790, på årsdagen av stormningen av Bastiljen året innan. Den invigdes under en tid när man trodde att revolutionen var över och ville fira det man uppnått; den konstitutionella monarkin med ett parlament, som man nu trodde skulle bli framtiden. Helgdagen firades med enorm uppslutning genom landet år 1790. Den blev dock inställd året därpå. Den firades en sista gång 1792, det sista år Frankrike hade en konstitutionell monarki. 